# Грб Светог Мартина (Холандија)
Грб Светог Мартина је дуго у употреби, али није баш најјаснији датум његовог озваничења. Грб се односи само на холандски део острва, док француски део острва користи други грб.
Грб Светог Мартина састоји се од штита, излазећим сунцем на врху и мотом испод штита. Штит приказује зграду суда у центру, гранични споменик са десне стране, наранџасто-жуте жалфије (национални цвет острва) са леве стране. Испред излазећег сунца је силуета пеликана у лету, која је национална птица Светог Мартина. Испод штита је трака са мотом (на латинском): „Semper pro Grediens” (српски: увек напредује).